# Siebenarmiger Leuchter (Essen)

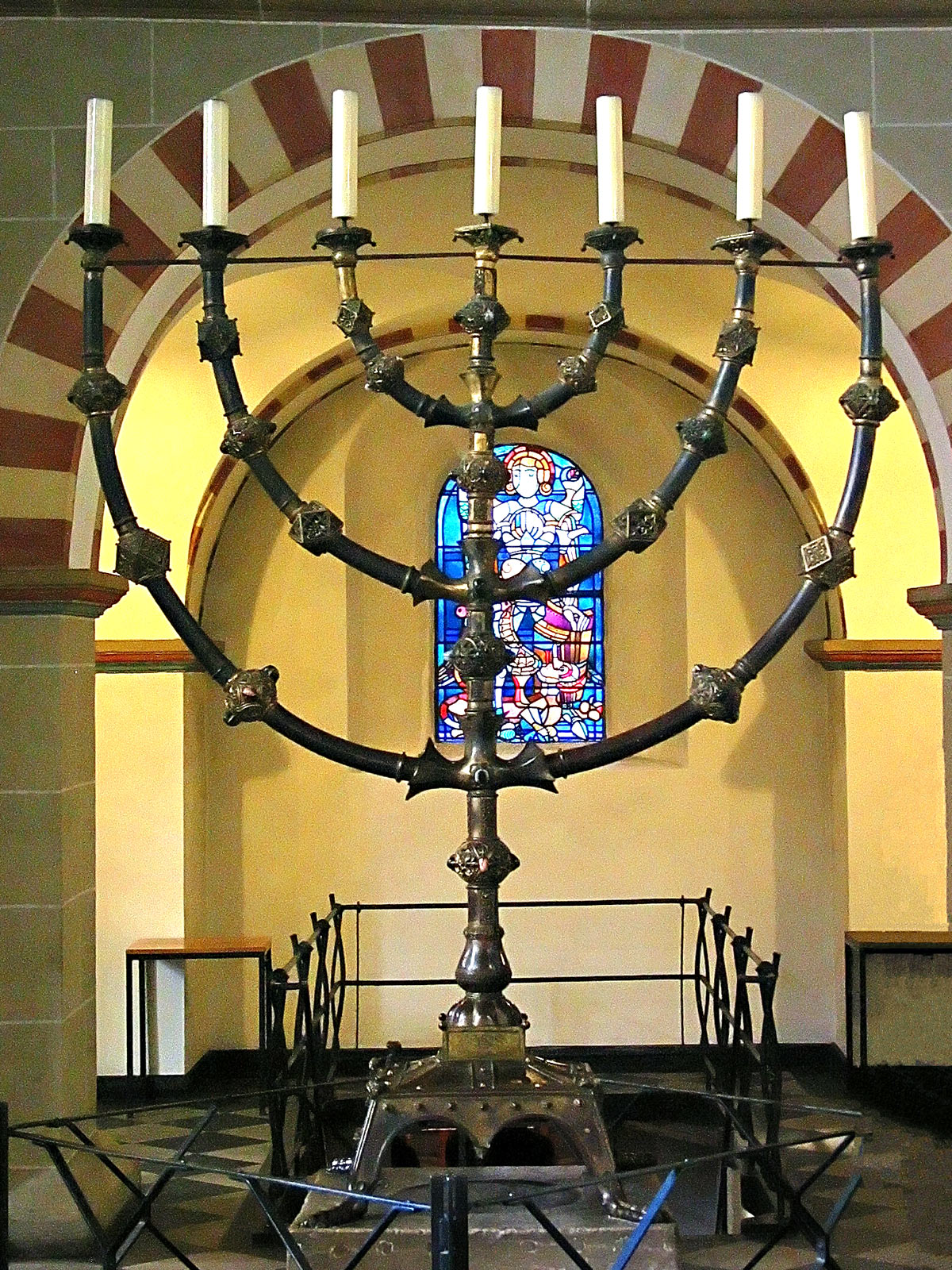
Der Siebenarmige Leuchter, im Hintergrund das Michaelsfenster des Westchores

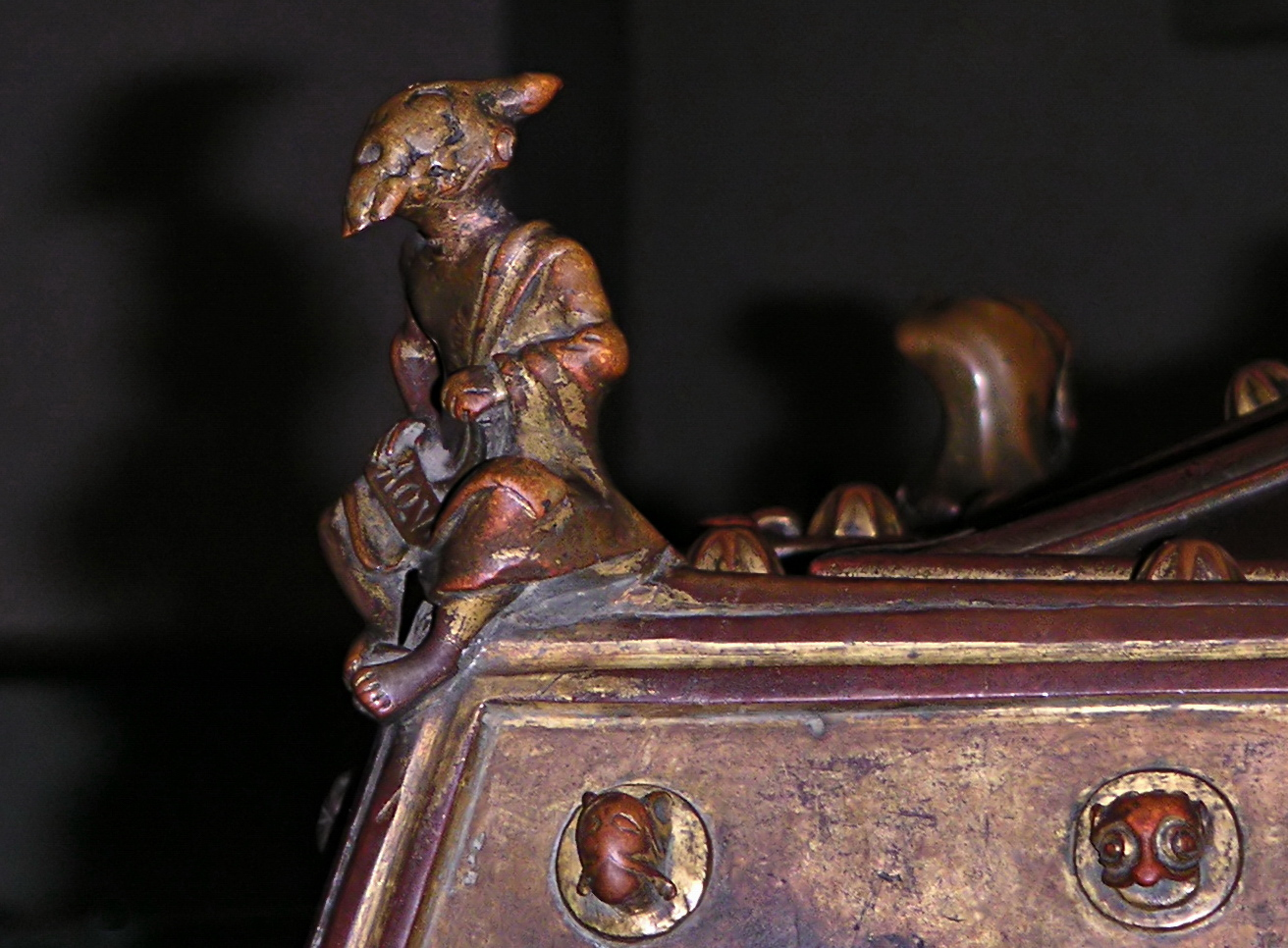
Der das Schriftband „Aquilo“ haltende Satyr

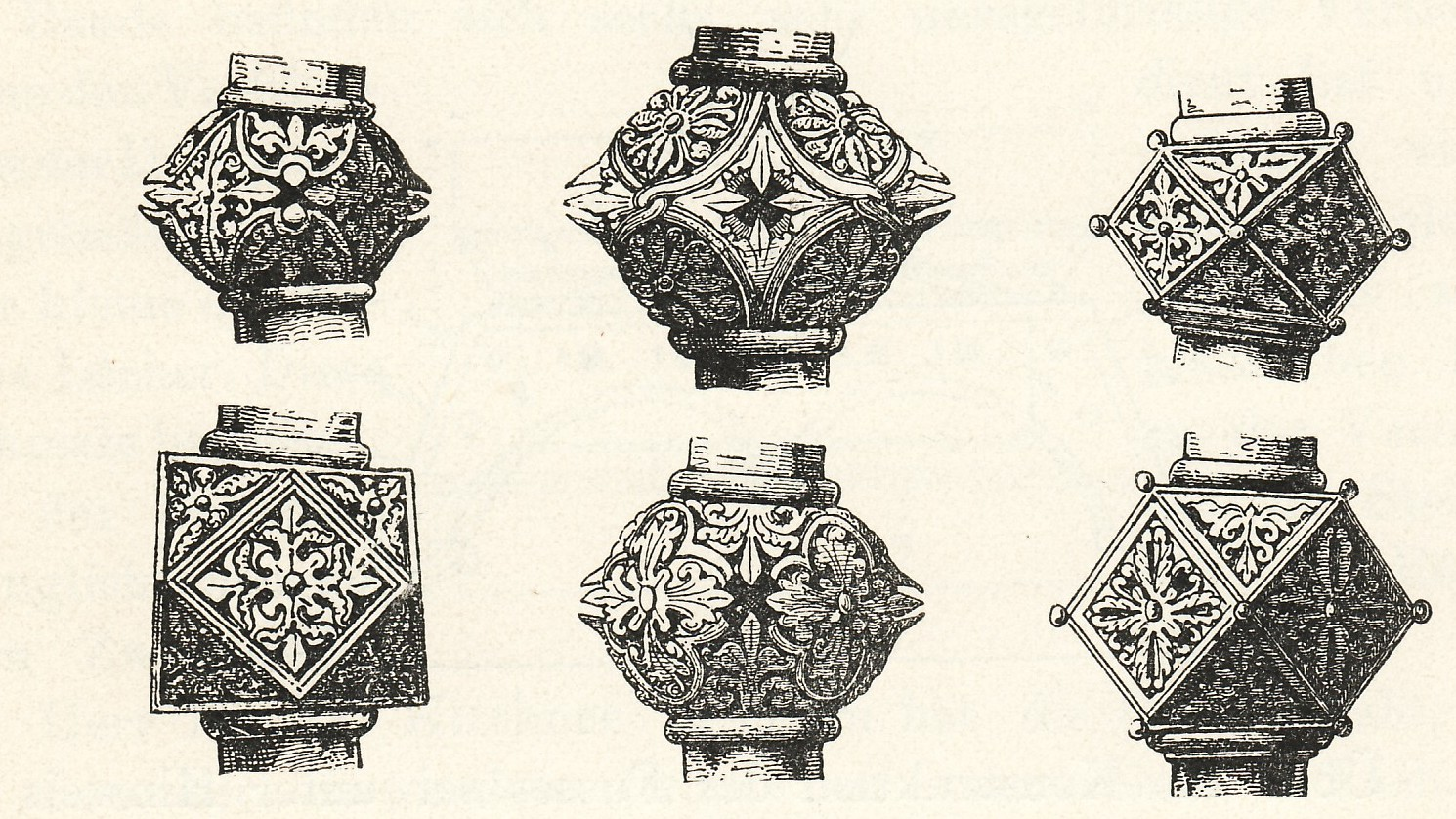
Detailzeichnungen der Knäufe von Georg Humann

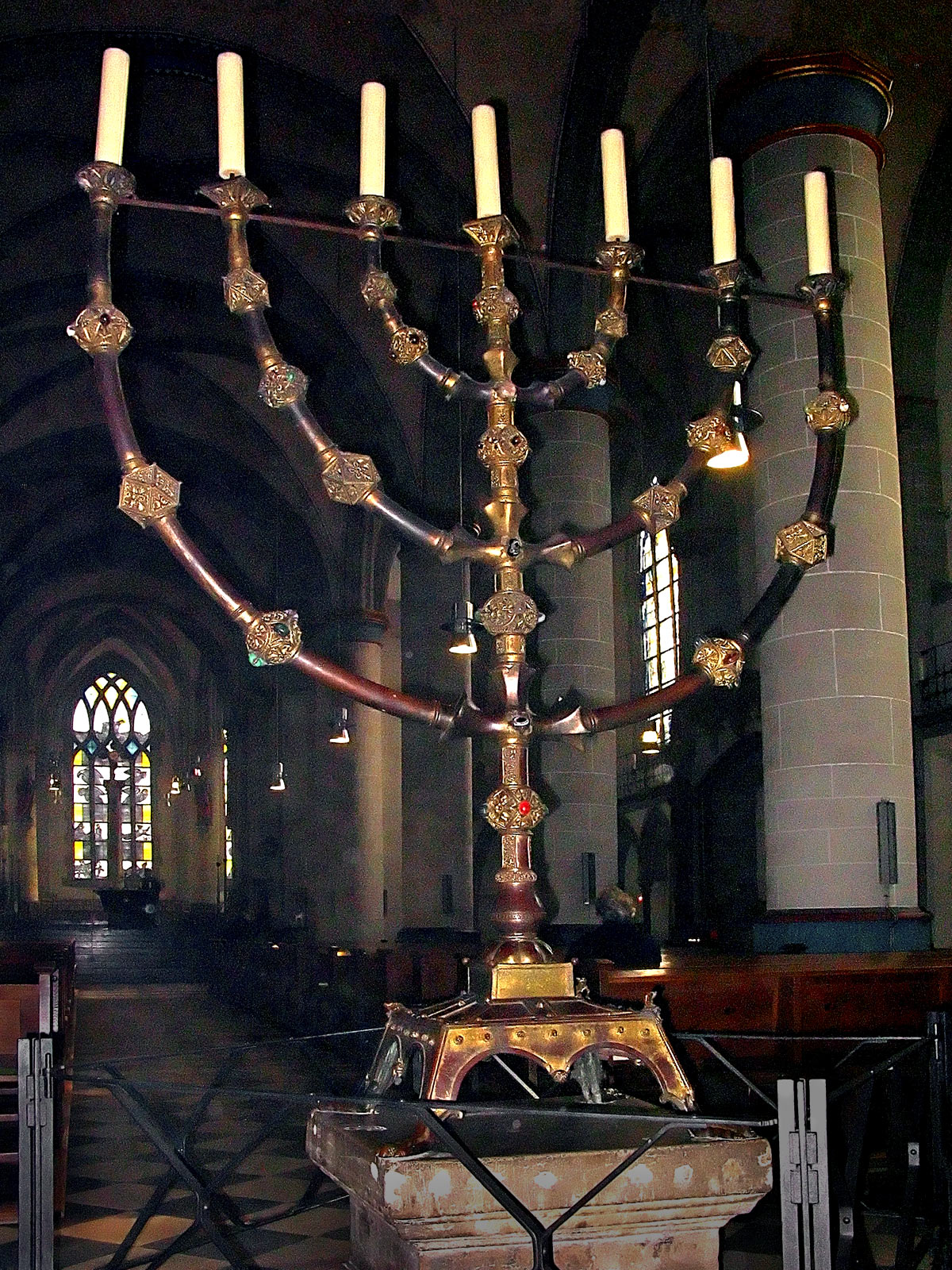
Der Leuchter aus anderer Perspektive

Der Siebenarmige Leuchter ist ein großer Kerzenleuchter des Essener Domschatzes. Er steht heute im Erdgeschoss des Westwerks des Essener Doms. Der um das Jahr 1000 datierte Leuchter ist ein bedeutendes Bronzekunstwerk des frühen Mittelalters und der älteste erhaltene siebenarmige Kirchenleuchter überhaupt.

## Beschreibung
Der Leuchter ist insgesamt 2,26 Meter hoch und hat eine Spannweite von 1,88 Meter. Er ist aus Bronze im Hohlgussverfahren gefertigt und besteht aus 46 Einzelteilen, die im Inneren von einem Eisengestell stabilisiert werden. Er steht auf einem etwa 60 cm hohen quadratischen Steinsockel, bei dem es sich wahrscheinlich um eine römische Spolie, ursprünglich ein Postament oder ein Weihealtar, handelt. Der Leuchter hat einen quadratischen Fuß mit abgeschrägten Wänden und einem zeltförmigen Dach, der auf vier dreizehigen Löwenklauen ruht. Auf den Ecken des Fußes saßen vier Satyrn darstellende kleine Bronzefiguren, die die Himmelsrichtungen verkörperten. Von ihnen ist lediglich die mit Aquilo (Norden) beschriftete Figur vollständig erhalten. Zwei weitere Figuren sind teilweise erhalten, die Überreste sind mit Oriens (Osten) und Occidens (Westen) beschriftet. Die vierte Figur trug vermutlich die Beschriftung Meridies (Süden). Der mit Bändern und Nieten in Form kleiner Teufelsmasken reich gegliederte Fuß schließt nach oben mit einem balustrenförmigen Körper ab, aus dem der Stamm des Leuchters wächst. Auf diesem Abschluss des Fußes befindet sich ein horizontales Band mit der Inschrift Mathild abatissa me fieri jussit et Christo consecravit (Die Äbtissin Mathild hat mich in Auftrag gegeben und weihte mich Christo). Diese Inschrift erlaubt die Datierung des Leuchters, da Mathilde von 973 bis 1011 Äbtissin des Damenstifts in Essen war. Der Stamm des Leuchters ist gleichmäßig aus vertikalen Rankenfeldern, die jeweils in der Mitte durch einen kugelförmigen Knauf unterbrochen sind, aufgebaut. Aus drei kelchblütenförmigen Verbindungsstücken zweigen die drei Armpaare ab, die elliptisch nach oben gebogen sind und mit auf gleicher Höhe mit dem den Stamm abschließenden Kerzenteller enden. Die Arme des Leuchters sind glattwandig, in regelmäßigen Abschnitten sind sie mit abwechselnd kugelförmigen und polygonalen Knäufen verziert, die mit stilisierten Blattornamenten und eingesetzten Schmucksteinen (Heliotropen, Rauchquarzen, verschiedenen Achaten, Amethysten, Malachiten, Jaspissen und Bergkristallen) gestaltet sind. Vermutlich war der gesamte Leuchter ursprünglich vergoldet.
Da sowohl byzantinische Elemente in den Ornamenten als auch niedersächsische Einflüsse feststellbar sind, wird angenommen, dass der Leuchter in Nordwestdeutschland angefertigt wurde, möglicherweise in Hildesheim, wo wenig später mit Bernwardstür und Christussäule weitere bedeutende Bronzekunstwerke entstanden; gesichert ist der Herstellungsort jedoch nicht. Eine Herstellung in Essen selbst wird erwogen, für die etwa zeitgleich mit dem Leuchter entstandenen Marsus-Schrein und das Kreuz mit den großen Senkschmelzen wies Klaus Gereon Beuckers eine Essener Herstellung nach. Für Essen spricht, dass der Auftraggeber das Material zu stellen hatte und bei der Herstellung am Ort die Verwendung überwachen konnte.

## Deutung
Der Siebenarmige Leuchter im Essener Dom entspricht in der Form der jüdischen Menora und leitet sich aus derselben alttestamentlichen Bibelstelle im 2. Buch Mose (Exodus 37, 17–24) ab. Im frühen Christentum symbolisierte die „Sieben“ die Einheit von Göttlichem und Irdischem, da sie die „Drei“ der Dreieinigkeit und die „Vier“ der irdischen Himmelsrichtungen in sich vereinigte. Gleichzeitig stand die Zahl Sieben für die sieben Gaben des Heiligen Geistes, während der Leuchter für Christus selbst stand. Der Essener Leuchter symbolisiert zugleich das Licht der Welt, das in alle durch die Bronzefiguren des Fußes dargestellten vier Windrichtungen leuchtet, um am Ende aller Tage alle Menschen zu Christus heimzuholen. Dieser Hinweis auf das Endgericht über alle Menschen und die Auferstehung von den Toten lässt die Deutung zu, dass die Äbtissin Mathilde ihn als ihren Memorialleuchter hat anfertigen lassen.

## Geschichte

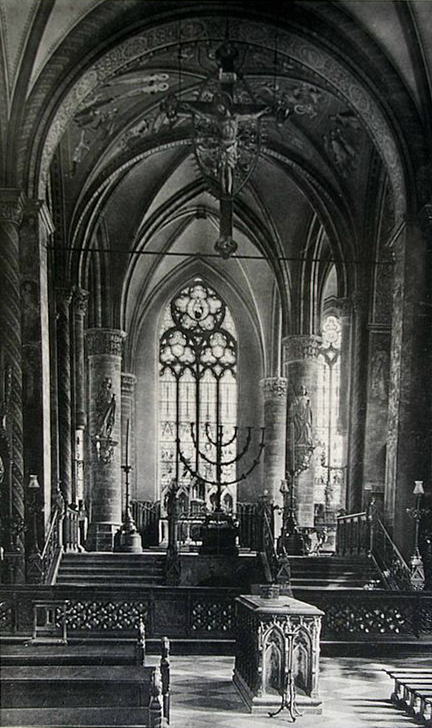
Der Chorraum der Münsterkirche 1904, erkennbar der Leuchter im Chorraum und das Altfrid-Grabmal im Vordergrund

Der ursprüngliche Standort des Leuchters ist unbekannt. Als Memorialleuchter Mathildes stand er möglicherweise an einem Ort mit Bezug zum Grab Mathildes, das in der Krypta der Stiftskirche vermutet wird. Der Leuchter wechselte bei Umdekorierungen der Kirche mehrfach den Aufstellungsort: Im 14. Jahrhundert, als im liber ordinarius die sakralen Abläufe der Gottesdienste im Stift aufgezeichnet wurden, stand er im Mittelschiff nahe der Vierung und damit in der Nähe des Kreuzaltars, später stand er zeitweise im Chorraum. Den heutigen Standort im Westwerk erhielt er 1958, als aufgrund der Umgestaltung des Chors dort Platz zur Aufnahme des Bischofssitzes geschaffen werden musste.
Aufgrund des eher geringen Materialwerts war der Leuchter von Plünderungen weniger bedroht als die übrigen Kunstschätze des Domschatzes. Während die wertvollen Gold- und Silberschätze wie die Goldene Madonna oder das Otto-Mathilden-Kreuz im Dreißigjährigen Krieg, während des Ersten Koalitionskriegs und während des Ruhraufstandes verbracht oder versteckt wurden, wurde der siebenarmige Leuchter lediglich im Zweiten Weltkrieg zerlegt und ausgelagert. Aufgrund dessen überstand er auch die Zerstörung des Essener Münsters durch einen Fliegerangriff in der Nacht vom 5. auf den 6. März 1943.
Der Leuchter wurde mehrfach restauriert, zuletzt 1987. Der Leuchter wurde zuvor photogrammetisch in allen Details vermessen, so dass es heute möglich wäre, eine exakte Kopie zu fertigen. Bereits 1873 sind vom Essener Siebenarmigen Leuchter zwei Kopien, eine für das Victoria and Albert Museum in London, die andere für die Berliner Museen, angefertigt worden.

## Nutzung
Über die historische Nutzung des Leuchters ist wenig bekannt. Der liber ordinarius gibt die liturgische Situation im Stift Essen fast vierhundert Jahre nach dem Entstehen des Leuchters wieder. Zwar beruht die Handschrift vermutlich auf älteren Vorlagen, inwieweit die Schreiber jedoch aus diesen Vorlagen übernahmen, ist nicht bekannt. Der Leuchter wird im liber ordinarius nur selten erwähnt. Am Pfingstfest stand er jedoch im Mittelpunkt der Liturgie: Die Kerzen wurden entzündet, die Scholaren knieten um ihn und sangen einen Hymnus an den auferstandenen Christus.
In heutiger Zeit werden die Kerzen des Siebenarmigen Leuchters an Hochfesten sowie bei besonders wichtigen Anlässen wie Bischofseinsetzungen entzündet.